# Evene
Pour les articles homonymes, voir Évène (homonymie).
evene est un site web français créé en 2003 (à l'époque, il s'agit de evene.fr) consacré à la culture. Il appartient depuis 2007 à la Société du Figaro,.
Il est accessible par evene.lefigaro.fr.

## Historique
Evene.fr a été créé sur la base du site Internet citationsdumonde.com mise en ligne en 2000 par Christophe Chenebault et Christelle Heurtault. il fédère un lectorat CSP+, actif, plutôt féminin et hyperconsommateur de culture. 
Les deux actionnaires fondateurs de citationsdumonde.com, Christophe Chenebault et Christelle Heurtault se sont associés à l'entrepreneur et pionnier de l'Internet Jean-Sebastien Cruz et l'économiste et écrivain Jacques Attali pour lancer Evene.fr en 2003 avec pour vocation de devenir le leader français de la culture sur Internet devant télérama, les inrocks ou Pariscope.fr.
Le site Evene.fr a noué des partenariats privilégiés avec La cité de la Musique, L'Opéra de Paris, l'Opéra Bastille, les cinémas Gaumont, l'Ensemble intercontemporain ou encore les éditions Gallimard. 
Le site Evene.fr a été soutenu par le ministère de la Culture et de la Communication du gouvernement Jospin.  
Après cinq années de travail, et de création de base de données et notamment un référencement naturel sur Google.fr, il est le premier site culturel français sur Internet revendiquant plus de 3,5 millions de visiteurs uniques en moyenne, ce qui le place parmi les dix premiers sites internet consultés en France en 2007. En mai 2007, Evene.fr est alors racheté  pour plus de 10 millions d'euros  par le Groupe Figaro. 
Grâce à la très forte audience du site evene.fr, ce rachat contribue très largement à augmenter la part d'audience Internet du Groupe Figaro et place ainsi le Groupe media en tête des éditeurs Internet en 2007.  
Le site a été depuis totalement intégré dans les sites Internet du Groupe Figaro et est accessible à l'adresse evene.lefigaro.fr.

## Description
Initialement, le site propose des contenus et critiques sur des événements culturels (rentrée littéraire, festivals, cinéma...), des lieux culturels, des œuvres (films, livres...), des artistes et des célébrités. Il contient aussi une base de citations, de chroniques historiques et de quiz. À la suite de problèmes de rentabilité en 2010, après le rachat par le Groupe Figaro, il est relié au site du Figaroscope.

## Audience et chiffre d'affaires
Avant son rachat par Le Figaro, le site avait réalisé un chiffre d'affaires de 1,859 million d'€ en 2006 puis 3,391 millions d'€ en 2007, avec une audience de 2,8 millions de visiteurs uniques en moyenne.
En 2008, le site a réalisé un chiffre d'affaires de 3,350 millions d'€, et 3,720 millions d'€ en 2009. 
Après le départ des actionnaires fondateurs fin 2009, le chiffre d'affaires a baissé pour atteindre 2,543 millions d'€ et une première perte nette a atteint 575 000 €, sous l'effet conjugué de l'augmentation du loyer (200 000 euros) et de la requalification de 13 contrats d'auteur en CDI après un contrôle de l'inspection du travail. 
Le groupe Figaro lance alors le plan « Evene bis » prévoyant en juin 2010 un sévère plan de départs volontaires en touchant 19 journalistes sur les 25 (dont 13 sont à temps partiel) et la transformation du site davantage axée sur le communautaire, devenant un portail culturel d'agrégation de contenus. Le site trouvera rapidement  des synergies avec Le Figaroscope.

## Prix et récompense
- Clic d'or dans la catégorie « information »  CB NEWS (2006)[6] ;

## Annexe